# Призренски округ (УНМИК)
Призренски округ (алб. Rajoni i Prizrenit) је један од седам округа на подручју Косова и Метохије, по УНМИК-овој подели. Центар округа је Призрен. Округ чине општине Призрен, Драгаш, Сува Река, Мамуша и Малишево.
УНМИК-ов Призренски округ не треба мешати са Призренским управним округом, који је административно-територијална јединица Републике Србије.

## Оснивање
Средином 1999. године, непосредно након доласка мисије УН на подручје Косова и Метохије, отпочео је рад на стварању УНМИК-ових регионалних (обласних) структура. Решењем УНМИК-а (бр. 14) од 21. октобра 1999. године, на подручју Косова и Метохије установљене су функције регионалних администратора (Regional Administrators). Приликом доношења ове одлуке УНМИК је поштовао дотадашњу поделу на пет управних округа, тако да је један од првих регионалних администратора био постављен у Призрену, чиме је упоредо са Призренским управним округом био створен и посебан УНМИК-ов Призренски округ.